# Phare de Cantick Head
Le phare de Cantick Head est un phare situé sur South Walls l'une des îles de l'archipel des Orcades au nord des Highlands en Écosse.
Ce phare est géré par le Northern Lighthouse Board (NLB) à Édimbourg,l'organisation de l'aide maritime des côtes de l'Écosse.
Il est maintenant protégé en tant que monument classé du Royaume-Uni de catégorie B.

## Le phare
Le phare a été conçu et réalisé par les ingénieurs civils écossais Thomas Smith David Stevenson Robert Stevenson et Thomas Stevenson de 1856 à 1858. La lumière est entrée en service en 1858, et se compose d'une tour cylindrique haute de 22 mètres, qui est peinte en blanc. Elle supporte une seule galerie ocre rembardée et une lanterne avec une coupole noire. Adjacent à la tour se trouve un ensemble de chalets de gardien et les bâtiments annexes, entourées par un mur contenant un cadran solaire. Une maison de gardien principal a été construit plus tardivement.
En 1913, on installa une corne de brume sur la station, qui a continué à fonctionner jusqu'en 1987. En 1991, la lumière a été convertie en fonctionnement automatique, et les maisons du gardien ont été vendus et reconvertis en logement de vacances. Avec une hauteur focale de 35 mètres au-dessus du niveau de la mer, la lumière peut être vue jusqu'à 33 kilomètres. Sa caractéristique lumineuse est composée d'un flash de lumière blanche toutes les vingt secondes.
La station est située à la fin de Cantick Head, une longue péninsule sur la côte sud-est des falaises qui surplombent le Pentland Firth et le Sound of Hoxa, formant l'entrée sud du port naturel de Scapa Flow. South Walls est relié à la plus grande île de Hoy par une chaussée étroite, permettant l'accès routier aux villages de Longhope et Hackness et au phare plus au sud-est.
Identifiant : ARLHS : SCO-038 - Amirauté : A3602 - NGA : 114.3038.

### Lien connexe
- Liste des phares en Écosse